# Lista di asteroidi (801001-802000)
Di seguito una lista di asteroidi dal numero 801001  al 802000 con data di scoperta e scopritore.

## 801001–801100
| Nome   | Designazione provvisoria | Data di scoperta  | Scopritore                   |
| ------ | ------------------------ | ----------------- | ---------------------------- |
| 801001 | 2014 NX51                | 29 giugno 2014    | Pan-STARRS                   |
| 801002 | 2014 NE60                | 26 giugno 2014    | Pan-STARRS                   |
| 801003 | 2014 NO61                | 27 giugno 2014    | Pan-STARRS                   |
| 801004 | 2014 NA66                | 7 luglio 2014     | Pan-STARRS                   |
| 801005 | 2014 NF71                | 7 luglio 2014     | Pan-STARRS                   |
| 801006 | 2014 NQ72                | 8 luglio 2014     | Pan-STARRS                   |
| 801007 | 2014 NB80                | 10 luglio 2014    | O. Zamora, O. Vaduvescu      |
| 801008 | 2014 NG80                | 2 luglio 2014     | Pan-STARRS                   |
| 801009 | 2014 NH80                | 8 luglio 2014     | Pan-STARRS                   |
| 801010 | 2014 NG84                | 4 luglio 2014     | Pan-STARRS                   |
| 801011 | 2014 NM86                | 28 gennaio 2017   | Pan-STARRS                   |
| 801012 | 2014 NN86                | 1 luglio 2014     | Pan-STARRS                   |
| 801013 | 2014 NY87                | 8 luglio 2014     | Pan-STARRS                   |
| 801014 | 2014 NJ91                | 1 luglio 2014     | Pan-STARRS                   |
| 801015 | 2014 NL97                | 4 luglio 2014     | Pan-STARRS                   |
| 801016 | 2014 NO98                | 4 dicembre 2010   | Mount Lemmon Survey          |
| 801017 | 2014 NK99                | 2 luglio 2014     | Pan-STARRS                   |
| 801018 | 2014 OK12                | 25 luglio 2014    | Pan-STARRS                   |
| 801019 | 2014 OX16                | 18 febbraio 2013  | Spacewatch                   |
| 801020 | 2014 OV17                | 25 luglio 2014    | Pan-STARRS                   |
| 801021 | 2014 OP18                | 25 luglio 2014    | Pan-STARRS                   |
| 801022 | 2014 OZ20                | 8 ottobre 2005    | Spacewatch                   |
| 801023 | 2014 OC30                | 25 luglio 2014    | Pan-STARRS                   |
| 801024 | 2014 OK30                | 9 novembre 2009   | Mount Lemmon Survey          |
| 801025 | 2014 OH36                | 16 gennaio 2009   | Spacewatch                   |
| 801026 | 2014 OA37                | 25 luglio 2014    | Pan-STARRS                   |
| 801027 | 2014 OC38                | 3 luglio 2014     | Pan-STARRS                   |
| 801028 | 2014 OH38                | 16 dicembre 2007  | Mount Lemmon Survey          |
| 801029 | 2014 OX41                | 3 febbraio 2012   | Mount Lemmon Survey          |
| 801030 | 2014 OP45                | 11 novembre 2006  | Mount Lemmon Survey          |
| 801031 | 2014 OV49                | 2 settembre 2010  | Mount Lemmon Survey          |
| 801032 | 2014 OX49                | 25 luglio 2014    | Pan-STARRS                   |
| 801033 | 2014 OP51                | 30 novembre 2011  | Mount Lemmon Survey          |
| 801034 | 2014 OY63                | 25 luglio 2014    | Pan-STARRS                   |
| 801035 | 2014 OC70                | 25 luglio 2014    | Pan-STARRS                   |
| 801036 | 2014 OZ76                | 26 luglio 2014    | Pan-STARRS                   |
| 801037 | 2014 OB85                | 26 luglio 2014    | Pan-STARRS                   |
| 801038 | 2014 OE87                | 16 aprile 2013    | CTIO-DECam                   |
| 801039 | 2014 OY98                | 26 luglio 2014    | Pan-STARRS                   |
| 801040 | 2014 OJ99                | 26 luglio 2014    | Pan-STARRS                   |
| 801041 | 2014 ON112               | 24 luglio 2014    | G. Lehmann, A. Knöfel        |
| 801042 | 2014 OR113               | 28 agosto 2006    | Spacewatch                   |
| 801043 | 2014 OK119               | 25 luglio 2014    | Pan-STARRS                   |
| 801044 | 2014 OH128               | 16 aprile 2013    | CTIO-DECam                   |
| 801045 | 2014 OW129               | 26 luglio 2014    | Pan-STARRS                   |
| 801046 | 2014 OZ132               | 27 luglio 2014    | Pan-STARRS                   |
| 801047 | 2014 OK137               | 15 settembre 2006 | Spacewatch                   |
| 801048 | 2014 OL137               | 31 ottobre 2010   | Mount Lemmon Survey          |
| 801049 | 2014 OD140               | 27 giugno 2014    | Pan-STARRS                   |
| 801050 | 2014 ON148               | 27 luglio 2014    | Pan-STARRS                   |
| 801051 | 2014 OZ151               | 29 settembre 2010 | Mount Lemmon Survey          |
| 801052 | 2014 OA162               | 27 luglio 2014    | Pan-STARRS                   |
| 801053 | 2014 OM163               | 27 luglio 2014    | Pan-STARRS                   |
| 801054 | 2014 OR165               | 3 luglio 2014     | Pan-STARRS                   |
| 801055 | 2014 OF170               | 13 febbraio 2013  | Pan-STARRS                   |
| 801056 | 2014 OT174               | 27 luglio 2014    | Pan-STARRS                   |
| 801057 | 2014 OK176               | 27 luglio 2014    | Pan-STARRS                   |
| 801058 | 2014 OF187               | 27 luglio 2014    | Pan-STARRS                   |
| 801059 | 2014 OD209               | 17 gennaio 2007   | Spacewatch                   |
| 801060 | 2014 OB212               | 25 luglio 2014    | I. d. l. Cueva, J. L. Ferrer |
| 801061 | 2014 OV214               | 27 luglio 2014    | Pan-STARRS                   |
| 801062 | 2014 OR216               | 27 luglio 2014    | Pan-STARRS                   |
| 801063 | 2014 OH232               | 7 luglio 2010     | Spacewatch                   |
| 801064 | 2014 OX232               | 3 settembre 2010  | Mount Lemmon Survey          |
| 801065 | 2014 OK236               | 7 maggio 2014     | Pan-STARRS                   |
| 801066 | 2014 OB237               | 10 aprile 2014    | Pan-STARRS                   |
| 801067 | 2014 OM241               | 2 giugno 2014     | Mount Lemmon Survey          |
| 801068 | 2014 OD245               | 8 luglio 2014     | Pan-STARRS                   |
| 801069 | 2014 OF247               | 29 luglio 2014    | Pan-STARRS                   |
| 801070 | 2014 OP249               | 29 luglio 2014    | Pan-STARRS                   |
| 801071 | 2014 OF255               | 11 febbraio 2012  | Mount Lemmon Survey          |
| 801072 | 2014 OJ256               | 29 luglio 2014    | Pan-STARRS                   |
| 801073 | 2014 OD258               | 29 luglio 2014    | Pan-STARRS                   |
| 801074 | 2014 OE259               | 3 luglio 2014     | Pan-STARRS                   |
| 801075 | 2014 OH262               | 29 luglio 2014    | Pan-STARRS                   |
| 801076 | 2014 OB269               | 4 luglio 2014     | Pan-STARRS                   |
| 801077 | 2014 OC269               | 29 luglio 2014    | Pan-STARRS                   |
| 801078 | 2014 OM272               | 29 luglio 2014    | Pan-STARRS                   |
| 801079 | 2014 OV278               | 29 luglio 2014    | Pan-STARRS                   |
| 801080 | 2014 OG286               | 29 luglio 2014    | Pan-STARRS                   |
| 801081 | 2014 OU286               | 29 luglio 2014    | Pan-STARRS                   |
| 801082 | 2014 OZ299               | 12 giugno 2014    | Pan-STARRS                   |
| 801083 | 2014 OG304               | 29 agosto 2009    | Spacewatch                   |
| 801084 | 2014 OM305               | 25 luglio 2014    | Pan-STARRS                   |
| 801085 | 2014 OT305               | 25 luglio 2014    | Pan-STARRS                   |
| 801086 | 2014 OR306               | 25 luglio 2014    | Pan-STARRS                   |
| 801087 | 2014 OH308               | 27 luglio 2014    | Pan-STARRS                   |
| 801088 | 2014 OF314               | 30 giugno 2014    | Pan-STARRS                   |
| 801089 | 2014 OQ321               | 2 dicembre 2010   | Mount Lemmon Survey          |
| 801090 | 2014 OP323               | 19 gennaio 2012   | Spacewatch                   |
| 801091 | 2014 OB324               | 29 luglio 2014    | Pan-STARRS                   |
| 801092 | 2014 OH325               | 1 settembre 2010  | Mount Lemmon Survey          |
| 801093 | 2014 OW326               | 27 giugno 2014    | Pan-STARRS                   |
| 801094 | 2014 OP331               | 27 luglio 2014    | Pan-STARRS                   |
| 801095 | 2014 ON345               | 2 febbraio 2008   | Spacewatch                   |
| 801096 | 2014 OG347               | 4 luglio 2014     | Pan-STARRS                   |
| 801097 | 2014 OH348               | 28 luglio 2014    | Pan-STARRS                   |
| 801098 | 2014 OV350               | 4 luglio 2014     | Pan-STARRS                   |
| 801099 | 2014 OQ352               | 28 luglio 2014    | Pan-STARRS                   |
| 801100 | 2014 OP368               | 27 luglio 2014    | Pan-STARRS                   |

## 801101–801200
| Nome   | Designazione provvisoria | Data di scoperta  | Scopritore                   |
| ------ | ------------------------ | ----------------- | ---------------------------- |
| 801101 | 2014 OD370               | 30 luglio 2014    | Spacewatch                   |
| 801102 | 2014 OZ376               | 25 luglio 2014    | Pan-STARRS                   |
| 801103 | 2014 OL385               | 2 luglio 2014     | Pan-STARRS                   |
| 801104 | 2014 ON390               | 29 luglio 2014    | Pan-STARRS                   |
| 801105 | 2014 OC397               | 25 luglio 2014    | Pan-STARRS                   |
| 801106 | 2014 ON398               | 31 luglio 2014    | Pan-STARRS                   |
| 801107 | 2014 OC399               | 29 novembre 2005  | Mount Lemmon Survey          |
| 801108 | 2014 OG405               | 25 luglio 2014    | Pan-STARRS                   |
| 801109 | 2014 OV405               | 25 luglio 2014    | Pan-STARRS                   |
| 801110 | 2014 OP406               | 25 luglio 2014    | Pan-STARRS                   |
| 801111 | 2014 OF409               | 25 luglio 2014    | Pan-STARRS                   |
| 801112 | 2014 OJ410               | 27 luglio 2014    | Pan-STARRS                   |
| 801113 | 2014 OT410               | 28 luglio 2014    | Pan-STARRS                   |
| 801114 | 2014 OC414               | 8 novembre 2010   | Mount Lemmon Survey          |
| 801115 | 2014 OP416               | 28 luglio 2014    | Pan-STARRS                   |
| 801116 | 2014 OH418               | 28 luglio 2014    | Pan-STARRS                   |
| 801117 | 2014 OD422               | 29 luglio 2014    | Pan-STARRS                   |
| 801118 | 2014 OT422               | 25 luglio 2014    | Pan-STARRS                   |
| 801119 | 2014 OP432               | 27 luglio 2014    | Pan-STARRS                   |
| 801120 | 2014 OT433               | 26 luglio 2014    | Pan-STARRS                   |
| 801121 | 2014 OW435               | 29 luglio 2014    | Pan-STARRS                   |
| 801122 | 2014 OO437               | 28 luglio 2014    | Pan-STARRS                   |
| 801123 | 2014 OD440               | 31 luglio 2014    | Pan-STARRS                   |
| 801124 | 2014 OG440               | 25 luglio 2014    | Pan-STARRS                   |
| 801125 | 2014 OA441               | 31 luglio 2014    | Pan-STARRS                   |
| 801126 | 2014 OR441               | 29 luglio 2014    | Pan-STARRS                   |
| 801127 | 2014 OK444               | 25 luglio 2014    | Pan-STARRS                   |
| 801128 | 2014 OM447               | 28 luglio 2014    | Pan-STARRS                   |
| 801129 | 2014 OV447               | 30 luglio 2014    | Pan-STARRS                   |
| 801130 | 2014 OB448               | 28 luglio 2014    | Pan-STARRS                   |
| 801131 | 2014 OZ452               | 28 luglio 2014    | Pan-STARRS                   |
| 801132 | 2014 OD453               | 25 luglio 2014    | Pan-STARRS                   |
| 801133 | 2014 OX460               | 25 luglio 2014    | Pan-STARRS                   |
| 801134 | 2014 OE462               | 31 luglio 2014    | Pan-STARRS                   |
| 801135 | 2014 OQ464               | 28 luglio 2014    | Pan-STARRS                   |
| 801136 | 2014 OZ465               | 11 febbraio 2008  | Mount Lemmon Survey          |
| 801137 | 2014 OO466               | 25 luglio 2014    | Pan-STARRS                   |
| 801138 | 2014 OO469               | 30 luglio 2014    | Pan-STARRS                   |
| 801139 | 2014 OE470               | 25 luglio 2014    | Pan-STARRS                   |
| 801140 | 2014 OE471               | 25 luglio 2014    | Pan-STARRS                   |
| 801141 | 2014 OM478               | 25 luglio 2014    | Pan-STARRS                   |
| 801142 | 2014 OX478               | 28 luglio 2014    | Pan-STARRS                   |
| 801143 | 2014 OA479               | 28 luglio 2014    | Pan-STARRS                   |
| 801144 | 2014 PH4                 | 4 agosto 2014     | Pan-STARRS                   |
| 801145 | 2014 PU42                | 28 luglio 2014    | Pan-STARRS                   |
| 801146 | 2014 PC43                | 4 agosto 2014     | Pan-STARRS                   |
| 801147 | 2014 PW46                | 26 giugno 2014    | Pan-STARRS                   |
| 801148 | 2014 PR49                | 9 novembre 2007   | Mount Lemmon Survey          |
| 801149 | 2014 PE51                | 4 agosto 2014     | Pan-STARRS                   |
| 801150 | 2014 PX52                | 16 settembre 2010 | Mount Lemmon Survey          |
| 801151 | 2014 PZ55                | 28 giugno 2014    | Mount Lemmon Survey          |
| 801152 | 2014 PR57                | 4 agosto 2014     | I. d. l. Cueva, J. L. Ferrer |
| 801153 | 2014 PC66                | 1 luglio 2014     | Pan-STARRS                   |
| 801154 | 2014 PS71                | 3 agosto 2014     | Pan-STARRS                   |
| 801155 | 2014 PG72                | 3 agosto 2014     | Pan-STARRS                   |
| 801156 | 2014 PW73                | 3 agosto 2014     | Pan-STARRS                   |
| 801157 | 2014 PZ74                | 12 maggio 2013    | Pan-STARRS                   |
| 801158 | 2014 PH75                | 3 agosto 2014     | Pan-STARRS                   |
| 801159 | 2014 PA76                | 3 agosto 2014     | Pan-STARRS                   |
| 801160 | 2014 PG83                | 3 agosto 2014     | Pan-STARRS                   |
| 801161 | 2014 PM87                | 6 agosto 2014     | Spacewatch                   |
| 801162 | 2014 PH88                | 3 agosto 2014     | Pan-STARRS                   |
| 801163 | 2014 PL90                | 3 agosto 2014     | Pan-STARRS                   |
| 801164 | 2014 PM93                | 15 agosto 2014    | Pan-STARRS                   |
| 801165 | 2014 PT94                | 5 agosto 2014     | Pan-STARRS                   |
| 801166 | 2014 PF96                | 3 agosto 2014     | Pan-STARRS                   |
| 801167 | 2014 PK96                | 3 agosto 2014     | Pan-STARRS                   |
| 801168 | 2014 PZ96                | 3 agosto 2014     | Pan-STARRS                   |
| 801169 | 2014 PF101               | 3 agosto 2014     | Pan-STARRS                   |
| 801170 | 2014 PG102               | 5 agosto 2014     | Pan-STARRS                   |
| 801171 | 2014 PQ103               | 3 agosto 2014     | Pan-STARRS                   |
| 801172 | 2014 QC6                 | 3 luglio 2014     | Pan-STARRS                   |
| 801173 | 2014 QY6                 | 1 giugno 2014     | Pan-STARRS                   |
| 801174 | 2014 QA7                 | 18 agosto 2014    | Pan-STARRS                   |
| 801175 | 2014 QR8                 | 17 ottobre 2006   | Spacewatch                   |
| 801176 | 2014 QR22                | 18 agosto 2014    | Pan-STARRS                   |
| 801177 | 2014 QB29                | 18 agosto 2014    | Pan-STARRS                   |
| 801178 | 2014 QX50                | 3 agosto 2014     | Pan-STARRS                   |
| 801179 | 2014 QS64                | 28 settembre 2009 | Mount Lemmon Survey          |
| 801180 | 2014 QS66                | 4 luglio 2014     | Pan-STARRS                   |
| 801181 | 2014 QG70                | 20 agosto 2014    | Pan-STARRS                   |
| 801182 | 2014 QV70                | 20 agosto 2014    | Pan-STARRS                   |
| 801183 | 2014 QU73                | 20 agosto 2014    | Pan-STARRS                   |
| 801184 | 2014 QL82                | 20 agosto 2014    | Pan-STARRS                   |
| 801185 | 2014 QR83                | 20 agosto 2014    | Pan-STARRS                   |
| 801186 | 2014 QS88                | 20 agosto 2014    | Pan-STARRS                   |
| 801187 | 2014 QD95                | 20 agosto 2014    | Pan-STARRS                   |
| 801188 | 2014 QH123               | 20 agosto 2014    | Pan-STARRS                   |
| 801189 | 2014 QR127               | 3 agosto 2014     | Pan-STARRS                   |
| 801190 | 2014 QF130               | 20 agosto 2014    | Pan-STARRS                   |
| 801191 | 2014 QM130               | 20 agosto 2014    | Pan-STARRS                   |
| 801192 | 2014 QS130               | 20 agosto 2014    | Pan-STARRS                   |
| 801193 | 2014 QQ138               | 15 settembre 2010 | Mount Lemmon Survey          |
| 801194 | 2014 QF141               | 20 agosto 2014    | Pan-STARRS                   |
| 801195 | 2014 QH141               | 28 luglio 2014    | Pan-STARRS                   |
| 801196 | 2014 QO143               | 8 marzo 2013      | Pan-STARRS                   |
| 801197 | 2014 QF144               | 20 agosto 2014    | Pan-STARRS                   |
| 801198 | 2014 QN145               | 12 agosto 2010    | Spacewatch                   |
| 801199 | 2014 QX154               | 27 giugno 2014    | Pan-STARRS                   |
| 801200 | 2014 QU163               | 29 luglio 2014    | Pan-STARRS                   |

## 801201–801300
| Nome   | Designazione provvisoria | Data di scoperta  | Scopritore          |
| ------ | ------------------------ | ----------------- | ------------------- |
| 801201 | 2014 QK175               | 20 agosto 2014    | Pan-STARRS          |
| 801202 | 2014 QE177               | 20 agosto 2014    | Pan-STARRS          |
| 801203 | 2014 QY186               | 22 agosto 2014    | Pan-STARRS          |
| 801204 | 2014 QS188               | 22 agosto 2014    | Pan-STARRS          |
| 801205 | 2014 QW188               | 22 agosto 2014    | Pan-STARRS          |
| 801206 | 2014 QJ203               | 28 ottobre 2010   | Mount Lemmon Survey |
| 801207 | 2014 QM203               | 22 agosto 2014    | Pan-STARRS          |
| 801208 | 2014 QN206               | 25 marzo 2007     | Mount Lemmon Survey |
| 801209 | 2014 QD213               | 22 agosto 2014    | Pan-STARRS          |
| 801210 | 2014 QO213               | 22 agosto 2014    | Pan-STARRS          |
| 801211 | 2014 QA220               | 22 agosto 2014    | Pan-STARRS          |
| 801212 | 2014 QG220               | 13 agosto 2010    | Spacewatch          |
| 801213 | 2014 QJ221               | 16 marzo 2007     | Mount Lemmon Survey |
| 801214 | 2014 QK223               | 22 agosto 2014    | Pan-STARRS          |
| 801215 | 2014 QD229               | 20 agosto 2014    | Pan-STARRS          |
| 801216 | 2014 QF232               | 1 febbraio 2006   | Mount Lemmon Survey |
| 801217 | 2014 QO234               | 25 settembre 2009 | Mount Lemmon Survey |
| 801218 | 2014 QO235               | 22 agosto 2014    | Pan-STARRS          |
| 801219 | 2014 QN237               | 8 maggio 2013     | Pan-STARRS          |
| 801220 | 2014 QD245               | 22 agosto 2014    | Pan-STARRS          |
| 801221 | 2014 QX246               | 22 agosto 2014    | Pan-STARRS          |
| 801222 | 2014 QX250               | 22 agosto 2014    | Pan-STARRS          |
| 801223 | 2014 QO253               | 22 agosto 2014    | Pan-STARRS          |
| 801224 | 2014 QD256               | 22 agosto 2014    | Pan-STARRS          |
| 801225 | 2014 QJ256               | 22 agosto 2014    | Pan-STARRS          |
| 801226 | 2014 QH257               | 19 aprile 2007    | Spacewatch          |
| 801227 | 2014 QB258               | 19 novembre 2009  | Mount Lemmon Survey |
| 801228 | 2014 QU258               | 22 agosto 2014    | Pan-STARRS          |
| 801229 | 2014 QA259               | 22 agosto 2014    | Pan-STARRS          |
| 801230 | 2014 QM259               | 22 agosto 2014    | Pan-STARRS          |
| 801231 | 2014 QB270               | 12 novembre 2010  | Spacewatch          |
| 801232 | 2014 QD276               | 28 settembre 2011 | Spacewatch          |
| 801233 | 2014 QD287               | 25 agosto 2014    | Pan-STARRS          |
| 801234 | 2014 QN288               | 25 agosto 2014    | Pan-STARRS          |
| 801235 | 2014 QR291               | 25 agosto 2014    | Pan-STARRS          |
| 801236 | 2014 QN302               | 21 agosto 2014    | Pan-STARRS          |
| 801237 | 2014 QQ302               | 21 agosto 2014    | Pan-STARRS          |
| 801238 | 2014 QK304               | 28 luglio 2014    | Pan-STARRS          |
| 801239 | 2014 QN314               | 25 luglio 2014    | Pan-STARRS          |
| 801240 | 2014 QO314               | 29 giugno 2014    | Pan-STARRS          |
| 801241 | 2014 QP320               | 8 dicembre 2010   | Spacewatch          |
| 801242 | 2014 QR329               | 25 agosto 2014    | Pan-STARRS          |
| 801243 | 2014 QA331               | 25 agosto 2014    | Pan-STARRS          |
| 801244 | 2014 QO344               | 17 settembre 2009 | Mount Lemmon Survey |
| 801245 | 2014 QM347               | 26 agosto 2014    | Pan-STARRS          |
| 801246 | 2014 QM351               | 3 novembre 2010   | Spacewatch          |
| 801247 | 2014 QM363               | 30 luglio 2014    | Spacewatch          |
| 801248 | 2014 QF366               | 17 settembre 2003 | CINEOS              |
| 801249 | 2014 QT368               | 1 dicembre 2005   | Mount Lemmon Survey |
| 801250 | 2014 QC385               | 30 luglio 2014    | Pan-STARRS          |
| 801251 | 2014 QX386               | 28 settembre 2011 | Spacewatch          |
| 801252 | 2014 QL388               | 14 maggio 2009    | Spacewatch          |
| 801253 | 2014 QE396               | 31 luglio 2014    | Pan-STARRS          |
| 801254 | 2014 QL400               | 28 agosto 2014    | Pan-STARRS          |
| 801255 | 2014 QH403               | 12 luglio 2001    | NEAT                |
| 801256 | 2014 QW411               | 30 agosto 2014    | Mount Lemmon Survey |
| 801257 | 2014 QK412               | 20 agosto 2014    | Pan-STARRS          |
| 801258 | 2014 QQ415               | 4 luglio 2014     | Pan-STARRS          |
| 801259 | 2014 QS424               | 31 agosto 2014    | Mount Lemmon Survey |
| 801260 | 2014 QH435               | 28 agosto 2014    | Pan-STARRS          |
| 801261 | 2014 QA445               | 20 agosto 2014    | Pan-STARRS          |
| 801262 | 2014 QZ447               | 20 agosto 2014    | Pan-STARRS          |
| 801263 | 2014 QR452               | 27 agosto 2014    | Pan-STARRS          |
| 801264 | 2014 QE453               | 14 febbraio 2013  | Pan-STARRS          |
| 801265 | 2014 QR453               | 22 agosto 2014    | Pan-STARRS          |
| 801266 | 2014 QZ455               | 30 agosto 2014    | Spacewatch          |
| 801267 | 2014 QA456               | 30 agosto 2014    | Spacewatch          |
| 801268 | 2014 QQ460               | 20 agosto 2014    | Pan-STARRS          |
| 801269 | 2014 QF464               | 23 agosto 2014    | Pan-STARRS          |
| 801270 | 2014 QT466               | 25 agosto 2014    | Pan-STARRS          |
| 801271 | 2014 QP469               | 28 agosto 2014    | Pan-STARRS          |
| 801272 | 2014 QU469               | 28 agosto 2014    | Pan-STARRS          |
| 801273 | 2014 QA473               | 31 agosto 2014    | Pan-STARRS          |
| 801274 | 2014 QU482               | 20 agosto 2014    | Pan-STARRS          |
| 801275 | 2014 QO490               | 20 aprile 2013    | PTF                 |
| 801276 | 2014 QQ491               | 19 agosto 2006    | Spacewatch          |
| 801277 | 2014 QK496               | 30 agosto 2014    | Pan-STARRS          |
| 801278 | 2014 QN496               | 22 agosto 2014    | Pan-STARRS          |
| 801279 | 2014 QJ497               | 7 dicembre 2015   | Pan-STARRS          |
| 801280 | 2014 QW497               | 22 agosto 2014    | Pan-STARRS          |
| 801281 | 2014 QK499               | 20 agosto 2014    | Pan-STARRS          |
| 801282 | 2014 QY499               | 25 agosto 2014    | Pan-STARRS          |
| 801283 | 2014 QC501               | 27 agosto 2014    | Pan-STARRS          |
| 801284 | 2014 QE502               | 29 agosto 2005    | Spacewatch          |
| 801285 | 2014 QU507               | 25 agosto 2014    | Pan-STARRS          |
| 801286 | 2014 QP509               | 25 agosto 2014    | Pan-STARRS          |
| 801287 | 2014 QH512               | 18 giugno 2018    | Pan-STARRS          |
| 801288 | 2014 QB515               | 30 agosto 2014    | Mount Lemmon Survey |
| 801289 | 2014 QC517               | 2 gennaio 2016    | Pan-STARRS          |
| 801290 | 2014 QL517               | 4 luglio 2014     | Pan-STARRS          |
| 801291 | 2014 QL518               | 23 agosto 2014    | Pan-STARRS          |
| 801292 | 2014 QO521               | 27 agosto 2014    | Pan-STARRS          |
| 801293 | 2014 QR522               | 28 agosto 2014    | Pan-STARRS          |
| 801294 | 2014 QZ522               | 25 agosto 2014    | Pan-STARRS          |
| 801295 | 2014 QA523               | 22 agosto 2014    | Pan-STARRS          |
| 801296 | 2014 QD523               | 28 agosto 2014    | Pan-STARRS          |
| 801297 | 2014 QH523               | 29 agosto 2014    | Mount Lemmon Survey |
| 801298 | 2014 QM523               | 28 agosto 2014    | Pan-STARRS          |
| 801299 | 2014 QS523               | 20 agosto 2014    | Pan-STARRS          |
| 801300 | 2014 QH526               | 31 agosto 2014    | Spacewatch          |

## 801301–801400
| Nome   | Designazione provvisoria | Data di scoperta  | Scopritore              |
| ------ | ------------------------ | ----------------- | ----------------------- |
| 801301 | 2014 QS530               | 27 agosto 2014    | Pan-STARRS              |
| 801302 | 2014 QH534               | 22 agosto 2014    | Pan-STARRS              |
| 801303 | 2014 QV537               | 23 agosto 2014    | Pan-STARRS              |
| 801304 | 2014 QC539               | 30 agosto 2014    | Mount Lemmon Survey     |
| 801305 | 2014 QJ539               | 22 agosto 2014    | Pan-STARRS              |
| 801306 | 2014 QA540               | 25 agosto 2014    | Pan-STARRS              |
| 801307 | 2014 QG540               | 23 agosto 2014    | Pan-STARRS              |
| 801308 | 2014 QY540               | 20 agosto 2014    | Pan-STARRS              |
| 801309 | 2014 QG544               | 27 agosto 2014    | Pan-STARRS              |
| 801310 | 2014 QO544               | 28 agosto 2014    | Pan-STARRS              |
| 801311 | 2014 QS546               | 18 agosto 2014    | Pan-STARRS              |
| 801312 | 2014 QM547               | 27 agosto 2014    | Pan-STARRS              |
| 801313 | 2014 QN549               | 25 agosto 2014    | Pan-STARRS              |
| 801314 | 2014 QL551               | 20 agosto 2014    | Pan-STARRS              |
| 801315 | 2014 QD555               | 25 agosto 2014    | Pan-STARRS              |
| 801316 | 2014 QR555               | 31 agosto 2014    | Pan-STARRS              |
| 801317 | 2014 QD561               | 28 agosto 2014    | Pan-STARRS              |
| 801318 | 2014 QQ564               | 20 agosto 2014    | Pan-STARRS              |
| 801319 | 2014 QR564               | 30 agosto 2014    | Spacewatch              |
| 801320 | 2014 QU573               | 22 agosto 2014    | Pan-STARRS              |
| 801321 | 2014 QG574               | 31 agosto 2014    | Pan-STARRS              |
| 801322 | 2014 QL574               | 23 agosto 2014    | Pan-STARRS              |
| 801323 | 2014 QK576               | 28 agosto 2014    | Pan-STARRS              |
| 801324 | 2014 QS576               | 22 agosto 2014    | Pan-STARRS              |
| 801325 | 2014 QN580               | 20 agosto 2014    | Pan-STARRS              |
| 801326 | 2014 QF581               | 20 agosto 2014    | Pan-STARRS              |
| 801327 | 2014 QS581               | 22 agosto 2014    | Pan-STARRS              |
| 801328 | 2014 QP590               | 20 agosto 2014    | Pan-STARRS              |
| 801329 | 2014 QK595               | 22 agosto 2014    | Pan-STARRS              |
| 801330 | 2014 QW599               | 20 agosto 2014    | Pan-STARRS              |
| 801331 | 2014 QW615               | 23 agosto 2014    | Pan-STARRS              |
| 801332 | 2014 RH3                 | 1 settembre 2014  | CSS                     |
| 801333 | 2014 RS5                 | 1 settembre 2014  | Mount Lemmon Survey     |
| 801334 | 2014 RP8                 | 2 settembre 2014  | Pan-STARRS              |
| 801335 | 2014 RV15                | 2 settembre 2014  | Pan-STARRS              |
| 801336 | 2014 RN19                | 28 luglio 2014    | Pan-STARRS              |
| 801337 | 2014 RA21                | 7 luglio 2014     | Pan-STARRS              |
| 801338 | 2014 RW24                | 26 febbraio 2008  | Mount Lemmon Survey     |
| 801339 | 2014 RD33                | 28 luglio 2014    | Pan-STARRS              |
| 801340 | 2014 RT53                | 3 agosto 2014     | Pan-STARRS              |
| 801341 | 2014 RR54                | 12 ottobre 2010   | Mount Lemmon Survey     |
| 801342 | 2014 RP60                | 11 settembre 2014 | Pan-STARRS              |
| 801343 | 2014 RE66                | 26 settembre 2008 | Mount Lemmon Survey     |
| 801344 | 2014 RR70                | 2 settembre 2014  | Pan-STARRS              |
| 801345 | 2014 RW73                | 2 settembre 2014  | Pan-STARRS              |
| 801346 | 2014 RP75                | 14 settembre 2014 | Mount Lemmon Survey     |
| 801347 | 2014 RP79                | 2 settembre 2014  | Pan-STARRS              |
| 801348 | 2014 RV79                | 15 settembre 2014 | Mount Lemmon Survey     |
| 801349 | 2014 RU82                | 2 settembre 2014  | Pan-STARRS              |
| 801350 | 2014 RA83                | 15 settembre 2014 | Mount Lemmon Survey     |
| 801351 | 2014 RK83                | 2 settembre 2014  | CSS                     |
| 801352 | 2014 RB84                | 14 settembre 2014 | Mount Lemmon Survey     |
| 801353 | 2014 RW89                | 1 settembre 2014  | Mount Lemmon Survey     |
| 801354 | 2014 RD90                | 28 novembre 2010  | Mount Lemmon Survey     |
| 801355 | 2014 RB94                | 1 settembre 2014  | Pan-STARRS              |
| 801356 | 2014 RK94                | 4 settembre 2014  | Pan-STARRS              |
| 801357 | 2014 RS95                | 2 settembre 2014  | Pan-STARRS              |
| 801358 | 2014 RW96                | 2 settembre 2014  | Pan-STARRS              |
| 801359 | 2014 SN16                | 20 agosto 2014    | Pan-STARRS              |
| 801360 | 2014 SA18                | 17 settembre 2014 | Pan-STARRS              |
| 801361 | 2014 SP19                | 31 agosto 2014    | Pan-STARRS              |
| 801362 | 2014 ST19                | 17 settembre 2014 | Pan-STARRS              |
| 801363 | 2014 SL25                | 30 luglio 2014    | Pan-STARRS              |
| 801364 | 2014 SC32                | 4 dicembre 2010   | Mount Lemmon Survey     |
| 801365 | 2014 SZ33                | 9 ottobre 2010    | Mount Lemmon Survey     |
| 801366 | 2014 SZ35                | 27 agosto 2014    | Pan-STARRS              |
| 801367 | 2014 SO39                | 13 dicembre 2010  | L. Wells, M. Micheli    |
| 801368 | 2014 SC48                | 28 agosto 2014    | Pan-STARRS              |
| 801369 | 2014 SL54                | 17 settembre 2014 | Pan-STARRS              |
| 801370 | 2014 SL56                | 27 novembre 2010  | Mount Lemmon Survey     |
| 801371 | 2014 SO62                | 18 settembre 2014 | O. Vaduvescu, T. Močnik |
| 801372 | 2014 SZ62                | 29 luglio 2014    | Pan-STARRS              |
| 801373 | 2014 SX86                | 18 settembre 2014 | Pan-STARRS              |
| 801374 | 2014 SF88                | 8 novembre 2010   | Mount Lemmon Survey     |
| 801375 | 2014 SR94                | 30 ottobre 2005   | Spacewatch              |
| 801376 | 2014 SC96                | 18 settembre 2014 | Pan-STARRS              |
| 801377 | 2014 SC100               | 18 settembre 2014 | Pan-STARRS              |
| 801378 | 2014 SF101               | 18 settembre 2014 | Pan-STARRS              |
| 801379 | 2014 SQ104               | 15 marzo 2013     | Spacewatch              |
| 801380 | 2014 SH109               | 18 settembre 2014 | Pan-STARRS              |
| 801381 | 2014 SQ115               | 18 settembre 2014 | Pan-STARRS              |
| 801382 | 2014 SZ115               | 18 settembre 2014 | Pan-STARRS              |
| 801383 | 2014 SW122               | 18 settembre 2014 | Pan-STARRS              |
| 801384 | 2014 SD123               | 31 marzo 2012     | Mount Lemmon Survey     |
| 801385 | 2014 SO131               | 18 settembre 2014 | Pan-STARRS              |
| 801386 | 2014 SG133               | 27 aprile 2012    | Pan-STARRS              |
| 801387 | 2014 SW137               | 29 gennaio 2011   | Mount Lemmon Survey     |
| 801388 | 2014 SQ170               | 20 settembre 2014 | Pan-STARRS              |
| 801389 | 2014 SL171               | 29 agosto 2014    | Pan-STARRS              |
| 801390 | 2014 SF172               | 7 giugno 2013     | Pan-STARRS              |
| 801391 | 2014 SC173               | 28 agosto 2014    | Spacewatch              |
| 801392 | 2014 SH174               | 24 agosto 2014    | Spacewatch              |
| 801393 | 2014 SR180               | 20 settembre 2014 | Pan-STARRS              |
| 801394 | 2014 SJ182               | 16 novembre 2006  | Spacewatch              |
| 801395 | 2014 SB185               | 19 marzo 2013     | Pan-STARRS              |
| 801396 | 2014 SK186               | 27 agosto 2014    | Pan-STARRS              |
| 801397 | 2014 SS189               | 20 settembre 2014 | Pan-STARRS              |
| 801398 | 2014 SH196               | 25 agosto 2014    | Pan-STARRS              |
| 801399 | 2014 SU198               | 31 luglio 2014    | Pan-STARRS              |
| 801400 | 2014 SE199               | 20 agosto 2014    | Pan-STARRS              |

## 801401–801500
| Nome   | Designazione provvisoria | Data di scoperta  | Scopritore          |
| ------ | ------------------------ | ----------------- | ------------------- |
| 801401 | 2014 SF202               | 27 agosto 2014    | Pan-STARRS          |
| 801402 | 2014 SY213               | 20 settembre 2014 | Pan-STARRS          |
| 801403 | 2014 SP215               | 20 settembre 2014 | Pan-STARRS          |
| 801404 | 2014 SS219               | 12 settembre 2009 | Spacewatch          |
| 801405 | 2014 ST225               | 25 settembre 2006 | Spacewatch          |
| 801406 | 2014 SF226               | 1 novembre 2010   | Mount Lemmon Survey |
| 801407 | 2014 SA230               | 19 settembre 2014 | Pan-STARRS          |
| 801408 | 2014 SD231               | 19 settembre 2014 | Pan-STARRS          |
| 801409 | 2014 SO239               | 9 settembre 2010  | Spacewatch          |
| 801410 | 2014 SY239               | 22 settembre 2014 | Pan-STARRS          |
| 801411 | 2014 SM246               | 31 luglio 2014    | Pan-STARRS          |
| 801412 | 2014 SL250               | 28 agosto 2014    | Pan-STARRS          |
| 801413 | 2014 SX253               | 23 settembre 2014 | Mount Lemmon Survey |
| 801414 | 2014 SJ259               | 24 settembre 2014 | Mount Lemmon Survey |
| 801415 | 2014 SM259               | 14 ottobre 2010   | Mount Lemmon Survey |
| 801416 | 2014 SQ263               | 24 marzo 2012     | Mount Lemmon Survey |
| 801417 | 2014 SM264               | 29 settembre 2003 | Spacewatch          |
| 801418 | 2014 SQ267               | 27 agosto 2014    | Pan-STARRS          |
| 801419 | 2014 SK270               | 2 settembre 2014  | Pan-STARRS          |
| 801420 | 2014 SA272               | 18 settembre 2014 | Pan-STARRS          |
| 801421 | 2014 SD273               | 20 settembre 2014 | Pan-STARRS          |
| 801422 | 2014 SE273               | 20 settembre 2014 | Pan-STARRS          |
| 801423 | 2014 SB274               | 15 settembre 2014 | Mount Lemmon Survey |
| 801424 | 2014 SL278               | 22 settembre 2014 | Spacewatch          |
| 801425 | 2014 SG281               | 22 settembre 2014 | Spacewatch          |
| 801426 | 2014 ST288               | 11 settembre 2014 | Pan-STARRS          |
| 801427 | 2014 SK292               | 9 ottobre 2004    | Spacewatch          |
| 801428 | 2014 SD294               | 25 settembre 2014 | Mount Lemmon Survey |
| 801429 | 2014 SL294               | 10 dicembre 2010  | Mount Lemmon Survey |
| 801430 | 2014 SO294               | 25 settembre 2014 | Mount Lemmon Survey |
| 801431 | 2014 SN295               | 2 febbraio 2008   | Mount Lemmon Survey |
| 801432 | 2014 ST317               | 13 settembre 2005 | Spacewatch          |
| 801433 | 2014 SW320               | 2 settembre 2014  | Pan-STARRS          |
| 801434 | 2014 SC322               | 30 settembre 2014 | Mount Lemmon Survey |
| 801435 | 2014 ST327               | 2 settembre 2014  | Pan-STARRS          |
| 801436 | 2014 SW329               | 17 ottobre 2003   | Spacewatch          |
| 801437 | 2014 SD331               | 14 settembre 2014 | Mount Lemmon Survey |
| 801438 | 2014 SJ331               | 19 settembre 2014 | Pan-STARRS          |
| 801439 | 2014 SK334               | 15 giugno 2009    | Mount Lemmon Survey |
| 801440 | 2014 SN334               | 19 settembre 2014 | Pan-STARRS          |
| 801441 | 2014 SN341               | 24 marzo 2012     | Mount Lemmon Survey |
| 801442 | 2014 SS341               | 19 settembre 2014 | Pan-STARRS          |
| 801443 | 2014 SZ352               | 25 settembre 2014 | Spacewatch          |
| 801444 | 2014 SY353               | 27 gennaio 2007   | Mount Lemmon Survey |
| 801445 | 2014 SN355               | 19 settembre 2014 | Pan-STARRS          |
| 801446 | 2014 SP355               | 19 settembre 2014 | Pan-STARRS          |
| 801447 | 2014 SC358               | 19 settembre 2014 | Pan-STARRS          |
| 801448 | 2014 SN358               | 19 settembre 2014 | Pan-STARRS          |
| 801449 | 2014 SO358               | 19 settembre 2014 | Pan-STARRS          |
| 801450 | 2014 SQ358               | 19 settembre 2014 | Pan-STARRS          |
| 801451 | 2014 SO362               | 25 settembre 2014 | Spacewatch          |
| 801452 | 2014 SU362               | 22 settembre 2014 | Spacewatch          |
| 801453 | 2014 SV364               | 17 settembre 2014 | Pan-STARRS          |
| 801454 | 2014 SD368               | 20 settembre 2014 | Pan-STARRS          |
| 801455 | 2014 SV377               | 18 settembre 2014 | Pan-STARRS          |
| 801456 | 2014 SY377               | 29 settembre 2014 | Pan-STARRS          |
| 801457 | 2014 ST379               | 19 settembre 2014 | Pan-STARRS          |
| 801458 | 2014 SE381               | 18 settembre 2014 | Pan-STARRS          |
| 801459 | 2014 SH381               | 29 settembre 2014 | Pan-STARRS          |
| 801460 | 2014 SR382               | 30 settembre 2014 | Mount Lemmon Survey |
| 801461 | 2014 SM384               | 2 ottobre 2008    | Spacewatch          |
| 801462 | 2014 SY384               | 19 settembre 2014 | Pan-STARRS          |
| 801463 | 2014 SH386               | 19 settembre 2014 | Pan-STARRS          |
| 801464 | 2014 SL387               | 20 settembre 2014 | Pan-STARRS          |
| 801465 | 2014 SP388               | 19 settembre 2014 | Pan-STARRS          |
| 801466 | 2014 SJ389               | 19 settembre 2014 | Pan-STARRS          |
| 801467 | 2014 SC391               | 23 settembre 2014 | Mount Lemmon Survey |
| 801468 | 2014 ST393               | 20 settembre 2014 | Pan-STARRS          |
| 801469 | 2014 SZ395               | 16 settembre 2014 | Pan-STARRS          |
| 801470 | 2014 SO396               | 23 settembre 2014 | Pan-STARRS          |
| 801471 | 2014 SY396               | 17 settembre 2014 | Pan-STARRS          |
| 801472 | 2014 SZ396               | 23 settembre 2014 | Mount Lemmon Survey |
| 801473 | 2014 SK399               | 19 settembre 2014 | Pan-STARRS          |
| 801474 | 2014 SL399               | 29 settembre 2014 | Pan-STARRS          |
| 801475 | 2014 SM399               | 16 settembre 2014 | Pan-STARRS          |
| 801476 | 2014 SG408               | 30 settembre 2014 | Mount Lemmon Survey |
| 801477 | 2014 SH408               | 20 settembre 2014 | Pan-STARRS          |
| 801478 | 2014 SK410               | 18 settembre 2014 | Pan-STARRS          |
| 801479 | 2014 SJ412               | 20 settembre 2014 | Pan-STARRS          |
| 801480 | 2014 SK412               | 20 settembre 2014 | Pan-STARRS          |
| 801481 | 2014 SU413               | 19 settembre 2014 | Pan-STARRS          |
| 801482 | 2014 SX417               | 17 settembre 2014 | Pan-STARRS          |
| 801483 | 2014 SL418               | 20 settembre 2014 | Pan-STARRS          |
| 801484 | 2014 SX419               | 19 settembre 2014 | Pan-STARRS          |
| 801485 | 2014 SE421               | 22 settembre 2014 | Spacewatch          |
| 801486 | 2014 SO428               | 19 settembre 2014 | Pan-STARRS          |
| 801487 | 2014 SZ432               | 29 settembre 2014 | Pan-STARRS          |
| 801488 | 2014 TV7                 | 30 giugno 2014    | Pan-STARRS          |
| 801489 | 2014 TE11                | 1 ottobre 2014    | Pan-STARRS          |
| 801490 | 2014 TP23                | 1 ottobre 2014    | Mount Lemmon Survey |
| 801491 | 2014 TX23                | 24 agosto 2003    | NEAT                |
| 801492 | 2014 TG31                | 6 novembre 2010   | Mount Lemmon Survey |
| 801493 | 2014 TE34                | 7 ottobre 2014    | Pan-STARRS          |
| 801494 | 2014 TW35                | 14 ottobre 2014   | Mount Lemmon Survey |
| 801495 | 2014 TB46                | 2 settembre 2014  | Pan-STARRS          |
| 801496 | 2014 TY56                | 15 ottobre 2014   | Mount Lemmon Survey |
| 801497 | 2014 TH59                | 13 ottobre 2014   | Spacewatch          |
| 801498 | 2014 TA61                | 13 ottobre 2014   | Mount Lemmon Survey |
| 801499 | 2014 TD73                | 15 ottobre 2014   | Spacewatch          |
| 801500 | 2014 TE77                | 14 ottobre 2014   | Mount Lemmon Survey |

## 801501–801600
| Nome   | Designazione provvisoria | Data di scoperta  | Scopritore                   |
| ------ | ------------------------ | ----------------- | ---------------------------- |
| 801501 | 2014 TQ77                | 7 settembre 2008  | Mount Lemmon Survey          |
| 801502 | 2014 TL78                | 11 novembre 2010  | Mount Lemmon Survey          |
| 801503 | 2014 TX78                | 1 ottobre 2014    | Pan-STARRS                   |
| 801504 | 2014 TX85                | 2 ottobre 2014    | Pan-STARRS                   |
| 801505 | 2014 TV86                | 1 ottobre 2014    | Pan-STARRS                   |
| 801506 | 2014 TW88                | 1 ottobre 2014    | Pan-STARRS                   |
| 801507 | 2014 TF89                | 29 luglio 2008    | Spacewatch                   |
| 801508 | 2014 TR91                | 1 ottobre 2014    | Pan-STARRS                   |
| 801509 | 2014 TG93                | 16 gennaio 2011   | Mount Lemmon Survey          |
| 801510 | 2014 TV103               | 3 ottobre 2014    | Spacewatch                   |
| 801511 | 2014 TG104               | 1 ottobre 2014    | Pan-STARRS                   |
| 801512 | 2014 TL104               | 3 ottobre 2014    | Mount Lemmon Survey          |
| 801513 | 2014 TR109               | 3 ottobre 2014    | Mount Lemmon Survey          |
| 801514 | 2014 TS109               | 2 ottobre 2014    | Spacewatch                   |
| 801515 | 2014 TD110               | 1 ottobre 2014    | Pan-STARRS                   |
| 801516 | 2014 TM110               | 5 ottobre 2014    | Pan-STARRS                   |
| 801517 | 2014 TN112               | 4 ottobre 2014    | Spacewatch                   |
| 801518 | 2014 TY112               | 1 ottobre 2014    | Pan-STARRS                   |
| 801519 | 2014 TB118               | 3 febbraio 2008   | Mount Lemmon Survey          |
| 801520 | 2014 TY118               | 14 ottobre 2014   | Mount Lemmon Survey          |
| 801521 | 2014 TK121               | 14 ottobre 2014   | Mount Lemmon Survey          |
| 801522 | 2014 TT122               | 1 ottobre 2014    | Pan-STARRS                   |
| 801523 | 2014 TM123               | 13 ottobre 2014   | Mount Lemmon Survey          |
| 801524 | 2014 TS123               | 13 ottobre 2014   | Mount Lemmon Survey          |
| 801525 | 2014 UV                  | 16 ottobre 2014   | Mount Lemmon Survey          |
| 801526 | 2014 UZ6                 | 19 ottobre 2014   | M. Schwartz, P. R. Holvorcem |
| 801527 | 2014 UQ9                 | 30 ottobre 2005   | Mount Lemmon Survey          |
| 801528 | 2014 UR22                | 18 ottobre 2014   | Mount Lemmon Survey          |
| 801529 | 2014 UK26                | 1 ottobre 2014    | Spacewatch                   |
| 801530 | 2014 UC30                | 21 ottobre 2014   | Spacewatch                   |
| 801531 | 2014 UX30                | 5 ottobre 2014    | Mount Lemmon Survey          |
| 801532 | 2014 UU31                | 21 ottobre 2014   | Mount Lemmon Survey          |
| 801533 | 2014 UE35                | 31 agosto 2014    | Pan-STARRS                   |
| 801534 | 2014 US35                | 18 ottobre 2014   | Mount Lemmon Survey          |
| 801535 | 2014 UA39                | 18 ottobre 2014   | Mount Lemmon Survey          |
| 801536 | 2014 UV48                | 21 ottobre 2014   | Mount Lemmon Survey          |
| 801537 | 2014 UT49                | 21 ottobre 2014   | Spacewatch                   |
| 801538 | 2014 UD62                | 19 ottobre 2014   | Spacewatch                   |
| 801539 | 2014 UB63                | 19 settembre 2014 | Pan-STARRS                   |
| 801540 | 2014 UB70                | 13 ottobre 2014   | Mount Lemmon Survey          |
| 801541 | 2014 UE70                | 28 settembre 2009 | Spacewatch                   |
| 801542 | 2014 UJ72                | 13 ottobre 2014   | Mount Lemmon Survey          |
| 801543 | 2014 UC80                | 1 ottobre 2014    | Spacewatch                   |
| 801544 | 2014 UW82                | 21 ottobre 2014   | Mount Lemmon Survey          |
| 801545 | 2014 UV91                | 11 settembre 2010 | Mount Lemmon Survey          |
| 801546 | 2014 UG95                | 3 ottobre 2014    | Mount Lemmon Survey          |
| 801547 | 2014 UY118               | 22 ottobre 2014   | Spacewatch                   |
| 801548 | 2014 UO120               | 22 ottobre 2014   | Spacewatch                   |
| 801549 | 2014 UR124               | 3 ottobre 2014    | Mount Lemmon Survey          |
| 801550 | 2014 UB127               | 23 ottobre 2014   | Spacewatch                   |
| 801551 | 2014 UQ127               | 12 aprile 2013    | Pan-STARRS                   |
| 801552 | 2014 UA133               | 24 ottobre 2014   | Spacewatch                   |
| 801553 | 2014 UP133               | 24 ottobre 2014   | Spacewatch                   |
| 801554 | 2014 UX149               | 14 ottobre 2014   | Spacewatch                   |
| 801555 | 2014 UP154               | 2 ottobre 2014    | Pan-STARRS                   |
| 801556 | 2014 UX154               | 4 novembre 2004   | Spacewatch                   |
| 801557 | 2014 UL155               | 4 ottobre 1997    | Spacewatch                   |
| 801558 | 2014 UY159               | 31 agosto 2014    | Pan-STARRS                   |
| 801559 | 2014 UY164               | 13 luglio 2013    | Mount Lemmon Survey          |
| 801560 | 2014 UL166               | 5 settembre 2000  | SDSS Collaboration           |
| 801561 | 2014 UT167               | 26 ottobre 2014   | Mount Lemmon Survey          |
| 801562 | 2014 UN168               | 26 ottobre 2014   | Mount Lemmon Survey          |
| 801563 | 2014 UY168               | 26 ottobre 2014   | Mount Lemmon Survey          |
| 801564 | 2014 UF177               | 10 febbraio 2011  | Mount Lemmon Survey          |
| 801565 | 2014 UT177               | 5 ottobre 2014    | Spacewatch                   |
| 801566 | 2014 UQ182               | 22 ottobre 2014   | Spacewatch                   |
| 801567 | 2014 UO190               | 13 ottobre 2014   | Spacewatch                   |
| 801568 | 2014 UD203               | 29 ottobre 2014   | CSS                          |
| 801569 | 2014 UQ203               | 14 ottobre 2014   | Spacewatch                   |
| 801570 | 2014 US204               | 4 settembre 2014  | Pan-STARRS                   |
| 801571 | 2014 UK205               | 31 ottobre 2014   | Mount Lemmon Survey          |
| 801572 | 2014 UT205               | 31 ottobre 2014   | Mount Lemmon Survey          |
| 801573 | 2014 UU208               | 1 novembre 2014   | Mount Lemmon Survey          |
| 801574 | 2014 UY209               | 30 ottobre 2014   | Calar Alto Obs.              |
| 801575 | 2014 UC215               | 23 agosto 2014    | Pan-STARRS                   |
| 801576 | 2014 UG227               | 29 ottobre 2014   | Pan-STARRS                   |
| 801577 | 2014 UY227               | 20 ottobre 2014   | Spacewatch                   |
| 801578 | 2014 UH230               | 26 ottobre 2014   | Pan-STARRS                   |
| 801579 | 2014 US234               | 22 ottobre 2014   | Mount Lemmon Survey          |
| 801580 | 2014 UX236               | 26 ottobre 2014   | Mount Lemmon Survey          |
| 801581 | 2014 UZ238               | 28 ottobre 2014   | Pan-STARRS                   |
| 801582 | 2014 UK239               | 29 ottobre 2014   | Pan-STARRS                   |
| 801583 | 2014 UH242               | 25 ottobre 2014   | Pan-STARRS                   |
| 801584 | 2014 UO243               | 24 ottobre 2014   | Spacewatch                   |
| 801585 | 2014 UO245               | 29 ottobre 2014   | Pan-STARRS                   |
| 801586 | 2014 UV245               | 29 ottobre 2014   | Pan-STARRS                   |
| 801587 | 2014 UG246               | 30 ottobre 2014   | Mount Lemmon Survey          |
| 801588 | 2014 US246               | 25 ottobre 2014   | Mount Lemmon Survey          |
| 801589 | 2014 UV246               | 28 ottobre 2014   | Pan-STARRS                   |
| 801590 | 2014 UA247               | 24 ottobre 2014   | Mount Lemmon Survey          |
| 801591 | 2014 UU247               | 31 ottobre 2014   | Mount Lemmon Survey          |
| 801592 | 2014 UD249               | 26 ottobre 2014   | Mount Lemmon Survey          |
| 801593 | 2014 UB250               | 28 ottobre 2014   | Pan-STARRS                   |
| 801594 | 2014 UE251               | 26 ottobre 2014   | Mount Lemmon Survey          |
| 801595 | 2014 UG251               | 26 ottobre 2014   | Mount Lemmon Survey          |
| 801596 | 2014 UJ252               | 30 ottobre 2014   | Pan-STARRS                   |
| 801597 | 2014 UV253               | 25 ottobre 2014   | Pan-STARRS                   |
| 801598 | 2014 UV255               | 28 ottobre 2014   | Mount Lemmon Survey          |
| 801599 | 2014 UM256               | 28 ottobre 2014   | Mount Lemmon Survey          |
| 801600 | 2014 UD258               | 28 ottobre 2014   | Spacewatch                   |

## 801601–801700
| Nome   | Designazione provvisoria | Data di scoperta  | Scopritore          |
| ------ | ------------------------ | ----------------- | ------------------- |
| 801601 | 2014 UE258               | 28 ottobre 2014   | Pan-STARRS          |
| 801602 | 2014 UP259               | 22 ottobre 2014   | Mount Lemmon Survey |
| 801603 | 2014 UX259               | 26 ottobre 2014   | Mount Lemmon Survey |
| 801604 | 2014 UZ259               | 28 ottobre 2014   | Mount Lemmon Survey |
| 801605 | 2014 UG260               | 28 ottobre 2014   | Pan-STARRS          |
| 801606 | 2014 UA261               | 28 ottobre 2014   | Pan-STARRS          |
| 801607 | 2014 UR264               | 25 ottobre 2014   | Mount Lemmon Survey |
| 801608 | 2014 US265               | 25 ottobre 2014   | CTIO-DECam          |
| 801609 | 2014 UV265               | 17 ottobre 2014   | Mount Lemmon Survey |
| 801610 | 2014 UQ268               | 21 ottobre 2014   | Spacewatch          |
| 801611 | 2014 UV269               | 28 ottobre 2014   | Spacewatch          |
| 801612 | 2014 UB270               | 20 ottobre 2014   | Mount Lemmon Survey |
| 801613 | 2014 UH270               | 28 ottobre 2014   | Pan-STARRS          |
| 801614 | 2014 UJ270               | 28 ottobre 2014   | Pan-STARRS          |
| 801615 | 2014 UM270               | 28 ottobre 2014   | Mount Lemmon Survey |
| 801616 | 2014 UQ271               | 25 ottobre 2014   | Mount Lemmon Survey |
| 801617 | 2014 UR271               | 28 ottobre 2014   | Pan-STARRS          |
| 801618 | 2014 UB273               | 1 ottobre 2014    | Pan-STARRS          |
| 801619 | 2014 UC273               | 21 ottobre 2014   | Mount Lemmon Survey |
| 801620 | 2014 UU274               | 30 ottobre 2014   | Mount Lemmon Survey |
| 801621 | 2014 UE281               | 29 ottobre 2014   | Pan-STARRS          |
| 801622 | 2014 UM282               | 26 ottobre 2014   | Mount Lemmon Survey |
| 801623 | 2014 UN282               | 26 ottobre 2014   | Mount Lemmon Survey |
| 801624 | 2014 UP287               | 17 ottobre 2014   | Mount Lemmon Survey |
| 801625 | 2014 UH288               | 21 ottobre 2014   | Mount Lemmon Survey |
| 801626 | 2014 VE13                | 14 ottobre 2014   | CSS                 |
| 801627 | 2014 VP14                | 14 ottobre 2014   | Spacewatch          |
| 801628 | 2014 VM20                | 24 ottobre 2005   | Spacewatch          |
| 801629 | 2014 VP26                | 12 novembre 2014  | Pan-STARRS          |
| 801630 | 2014 VD32                | 14 novembre 2014  | Spacewatch          |
| 801631 | 2014 VW39                | 3 novembre 2014   | Mount Lemmon Survey |
| 801632 | 2014 VR41                | 1 novembre 2014   | Mount Lemmon Survey |
| 801633 | 2014 VT41                | 15 novembre 2014  | Mount Lemmon Survey |
| 801634 | 2014 VH42                | 1 novembre 2014   | Mount Lemmon Survey |
| 801635 | 2014 VC43                | 15 novembre 2014  | Mount Lemmon Survey |
| 801636 | 2014 WX                  | 30 gennaio 2011   | Pan-STARRS          |
| 801637 | 2014 WG9                 | 27 gennaio 2007   | Spacewatch          |
| 801638 | 2014 WD12                | 14 ottobre 2009   | Mount Lemmon Survey |
| 801639 | 2014 WU14                | 6 ottobre 2008    | Mount Lemmon Survey |
| 801640 | 2014 WT23                | 19 agosto 2001    | Cerro Tololo Obs.   |
| 801641 | 2014 WX24                | 27 ottobre 2005   | Spacewatch          |
| 801642 | 2014 WV30                | 1 maggio 2012     | Mount Lemmon Survey |
| 801643 | 2014 WV33                | 28 ottobre 2014   | Pan-STARRS          |
| 801644 | 2014 WG35                | 3 ottobre 2003    | Spacewatch          |
| 801645 | 2014 WT38                | 17 novembre 2014  | Pan-STARRS          |
| 801646 | 2014 WB40                | 25 ottobre 2014   | Pan-STARRS          |
| 801647 | 2014 WH40                | 26 ottobre 2014   | Mount Lemmon Survey |
| 801648 | 2014 WE41                | 24 agosto 2008    | Spacewatch          |
| 801649 | 2014 WZ42                | 16 novembre 2014  | Mount Lemmon Survey |
| 801650 | 2014 WC45                | 17 novembre 2014  | Pan-STARRS          |
| 801651 | 2014 WB49                | 27 ottobre 2008   | Spacewatch          |
| 801652 | 2014 WW49                | 17 novembre 2014  | Pan-STARRS          |
| 801653 | 2014 WL59                | 17 novembre 2014  | Pan-STARRS          |
| 801654 | 2014 WV60                | 20 settembre 2014 | Pan-STARRS          |
| 801655 | 2014 WX65                | 14 gennaio 2011   | Spacewatch          |
| 801656 | 2014 WR71                | 16 novembre 2014  | Mount Lemmon Survey |
| 801657 | 2014 WE72                | 13 agosto 2013    | Spacewatch          |
| 801658 | 2014 WK75                | 17 novembre 2014  | Mount Lemmon Survey |
| 801659 | 2014 WO79                | 17 novembre 2014  | Mount Lemmon Survey |
| 801660 | 2014 WW80                | 28 ottobre 2014   | Pan-STARRS          |
| 801661 | 2014 WY80                | 17 novembre 2014  | Pan-STARRS          |
| 801662 | 2014 WD81                | 17 novembre 2014  | Mount Lemmon Survey |
| 801663 | 2014 WN81                | 20 settembre 2014 | Pan-STARRS          |
| 801664 | 2014 WL82                | 17 novembre 2014  | Mount Lemmon Survey |
| 801665 | 2014 WZ83                | 7 ottobre 2005    | Spacewatch          |
| 801666 | 2014 WZ88                | 17 novembre 2014  | Mount Lemmon Survey |
| 801667 | 2014 WN89                | 3 gennaio 2011    | Mount Lemmon Survey |
| 801668 | 2014 WM91                | 17 novembre 2014  | Mount Lemmon Survey |
| 801669 | 2014 WP92                | 17 novembre 2014  | Mount Lemmon Survey |
| 801670 | 2014 WT94                | 17 novembre 2014  | Mount Lemmon Survey |
| 801671 | 2014 WS95                | 17 novembre 2014  | Mount Lemmon Survey |
| 801672 | 2014 WC96                | 17 novembre 2014  | Mount Lemmon Survey |
| 801673 | 2014 WP96                | 4 settembre 2008  | Spacewatch          |
| 801674 | 2014 WU96                | 17 novembre 2014  | Mount Lemmon Survey |
| 801675 | 2014 WQ97                | 25 ottobre 2014   | Pan-STARRS          |
| 801676 | 2014 WZ98                | 27 settembre 2009 | Mount Lemmon Survey |
| 801677 | 2014 WJ99                | 23 ottobre 2014   | Spacewatch          |
| 801678 | 2014 WG103               | 17 novembre 2014  | Pan-STARRS          |
| 801679 | 2014 WX103               | 17 novembre 2014  | Pan-STARRS          |
| 801680 | 2014 WH105               | 16 ottobre 2014   | Spacewatch          |
| 801681 | 2014 WF109               | 18 novembre 2014  | Pan-STARRS          |
| 801682 | 2014 WT110               | 18 novembre 2014  | Pan-STARRS          |
| 801683 | 2014 WU112               | 27 aprile 2012    | Pan-STARRS          |
| 801684 | 2014 WP125               | 2 settembre 2014  | La Palma Obs.       |
| 801685 | 2014 WF126               | 16 novembre 2014  | Mount Lemmon Survey |
| 801686 | 2014 WO133               | 24 ottobre 2014   | Spacewatch          |
| 801687 | 2014 WY134               | 17 novembre 2014  | Pan-STARRS          |
| 801688 | 2014 WB137               | 14 luglio 2013    | Pan-STARRS          |
| 801689 | 2014 WN137               | 17 novembre 2014  | Pan-STARRS          |
| 801690 | 2014 WR146               | 2 ottobre 2008    | Spacewatch          |
| 801691 | 2014 WD147               | 15 ottobre 2014   | Spacewatch          |
| 801692 | 2014 WQ151               | 15 ottobre 2014   | Spacewatch          |
| 801693 | 2014 WP152               | 17 novembre 2014  | Pan-STARRS          |
| 801694 | 2014 WH155               | 11 novembre 2014  | Pan-STARRS          |
| 801695 | 2014 WU155               | 18 ottobre 2014   | Spacewatch          |
| 801696 | 2014 WF156               | 17 novembre 2014  | Pan-STARRS          |
| 801697 | 2014 WU162               | 20 ottobre 2014   | Mount Lemmon Survey |
| 801698 | 2014 WZ167               | 19 novembre 2014  | Pan-STARRS          |
| 801699 | 2014 WC172               | 14 ottobre 2014   | Spacewatch          |
| 801700 | 2014 WV172               | 20 novembre 2014  | Mount Lemmon Survey |

## 801701–801800
| Nome   | Designazione provvisoria | Data di scoperta  | Scopritore               |
| ------ | ------------------------ | ----------------- | ------------------------ |
| 801701 | 2014 WB174               | 20 novembre 2014  | Mount Lemmon Survey      |
| 801702 | 2014 WC174               | 30 gennaio 2011   | Mount Lemmon Survey      |
| 801703 | 2014 WM175               | 2 ottobre 2014    | Pan-STARRS               |
| 801704 | 2014 WL177               | 7 ottobre 2005    | Mount Lemmon Survey      |
| 801705 | 2014 WR178               | 2 ottobre 2014    | Pan-STARRS               |
| 801706 | 2014 WK187               | 29 marzo 2012     | Pan-STARRS               |
| 801707 | 2014 WG188               | 20 settembre 2014 | Pan-STARRS               |
| 801708 | 2014 WD194               | 14 luglio 2013    | Pan-STARRS               |
| 801709 | 2014 WR197               | 9 marzo 2011      | Mount Lemmon Survey      |
| 801710 | 2014 WV198               | 12 agosto 2013    | Pan-STARRS               |
| 801711 | 2014 WA199               | 26 ottobre 2014   | Pan-STARRS               |
| 801712 | 2014 WF199               | 21 novembre 2014  | Pan-STARRS               |
| 801713 | 2014 WT206               | 17 novembre 2014  | Mount Lemmon Survey      |
| 801714 | 2014 WR208               | 3 ottobre 2014    | Mount Lemmon Survey      |
| 801715 | 2014 WB217               | 31 agosto 2014    | Pan-STARRS               |
| 801716 | 2014 WO217               | 17 novembre 2014  | Mount Lemmon Survey      |
| 801717 | 2014 WH223               | 18 novembre 2014  | Pan-STARRS               |
| 801718 | 2014 WX227               | 18 novembre 2014  | Pan-STARRS               |
| 801719 | 2014 WS234               | 20 novembre 2014  | Mount Lemmon Survey      |
| 801720 | 2014 WN235               | 20 novembre 2014  | Mount Lemmon Survey      |
| 801721 | 2014 WY236               | 16 settembre 2009 | Mount Lemmon Survey      |
| 801722 | 2014 WB238               | 20 novembre 2014  | Pan-STARRS               |
| 801723 | 2014 WX240               | 20 novembre 2014  | Pan-STARRS               |
| 801724 | 2014 WQ244               | 29 ottobre 2014   | Pan-STARRS               |
| 801725 | 2014 WE254               | 22 settembre 2014 | Pan-STARRS               |
| 801726 | 2014 WW254               | 21 novembre 2014  | Pan-STARRS               |
| 801727 | 2014 WD255               | 21 novembre 2014  | Pan-STARRS               |
| 801728 | 2014 WR257               | 13 gennaio 2011   | Spacewatch               |
| 801729 | 2014 WL260               | 21 novembre 2014  | Pan-STARRS               |
| 801730 | 2014 WS263               | 14 novembre 2010  | Mount Lemmon Survey      |
| 801731 | 2014 WU263               | 21 novembre 2014  | Pan-STARRS               |
| 801732 | 2014 WM265               | 27 aprile 2012    | Pan-STARRS               |
| 801733 | 2014 WS267               | 1 settembre 2014  | N. Gentile, O. Vaduvescu |
| 801734 | 2014 WF273               | 21 novembre 2014  | Pan-STARRS               |
| 801735 | 2014 WJ273               | 21 novembre 2014  | Pan-STARRS               |
| 801736 | 2014 WC274               | 21 novembre 2014  | Pan-STARRS               |
| 801737 | 2014 WG275               | 20 settembre 2014 | Pan-STARRS               |
| 801738 | 2014 WQ276               | 21 novembre 2014  | Pan-STARRS               |
| 801739 | 2014 WR284               | 21 novembre 2014  | Pan-STARRS               |
| 801740 | 2014 WX288               | 1 settembre 2005  | Spacewatch               |
| 801741 | 2014 WG289               | 29 marzo 2011     | CSS                      |
| 801742 | 2014 WX291               | 21 novembre 2014  | Pan-STARRS               |
| 801743 | 2014 WJ292               | 21 novembre 2014  | Pan-STARRS               |
| 801744 | 2014 WM292               | 21 novembre 2014  | Pan-STARRS               |
| 801745 | 2014 WB294               | 21 novembre 2014  | Pan-STARRS               |
| 801746 | 2014 WO294               | 21 novembre 2014  | Pan-STARRS               |
| 801747 | 2014 WF296               | 21 novembre 2014  | Pan-STARRS               |
| 801748 | 2014 WQ296               | 21 novembre 2014  | Pan-STARRS               |
| 801749 | 2014 WV297               | 21 novembre 2014  | Pan-STARRS               |
| 801750 | 2014 WB304               | 22 novembre 2014  | Mount Lemmon Survey      |
| 801751 | 2014 WO304               | 28 ottobre 2014   | Pan-STARRS               |
| 801752 | 2014 WL308               | 22 novembre 2014  | Mount Lemmon Survey      |
| 801753 | 2014 WR308               | 16 luglio 2013    | Pan-STARRS               |
| 801754 | 2014 WS309               | 25 agosto 2014    | Pan-STARRS               |
| 801755 | 2014 WP311               | 22 novembre 2014  | Mount Lemmon Survey      |
| 801756 | 2014 WU315               | 22 novembre 2014  | Pan-STARRS               |
| 801757 | 2014 WW315               | 16 settembre 2014 | Pan-STARRS               |
| 801758 | 2014 WR316               | 30 gennaio 2011   | Mount Lemmon Survey      |
| 801759 | 2014 WF317               | 2 ottobre 2014    | Pan-STARRS               |
| 801760 | 2014 WS317               | 23 agosto 2014    | Pan-STARRS               |
| 801761 | 2014 WY318               | 18 settembre 2014 | Pan-STARRS               |
| 801762 | 2014 WB322               | 28 ottobre 2014   | Mount Lemmon Survey      |
| 801763 | 2014 WC326               | 12 novembre 2014  | Pan-STARRS               |
| 801764 | 2014 WM326               | 29 ottobre 2014   | Pan-STARRS               |
| 801765 | 2014 WH328               | 22 novembre 2014  | Pan-STARRS               |
| 801766 | 2014 WU329               | 22 novembre 2014  | Pan-STARRS               |
| 801767 | 2014 WX329               | 22 novembre 2014  | Pan-STARRS               |
| 801768 | 2014 WE331               | 20 settembre 2014 | Pan-STARRS               |
| 801769 | 2014 WZ332               | 22 novembre 2014  | Pan-STARRS               |
| 801770 | 2014 WU333               | 22 novembre 2014  | Pan-STARRS               |
| 801771 | 2014 WU334               | 22 novembre 2014  | Pan-STARRS               |
| 801772 | 2014 WJ335               | 22 novembre 2014  | Pan-STARRS               |
| 801773 | 2014 WM335               | 22 settembre 2014 | Pan-STARRS               |
| 801774 | 2014 WG336               | 2 marzo 2011      | Mount Lemmon Survey      |
| 801775 | 2014 WX337               | 22 novembre 2014  | Pan-STARRS               |
| 801776 | 2014 WQ338               | 22 novembre 2014  | Pan-STARRS               |
| 801777 | 2014 WY339               | 22 novembre 2014  | Pan-STARRS               |
| 801778 | 2014 WP343               | 22 novembre 2014  | Pan-STARRS               |
| 801779 | 2014 WY343               | 22 novembre 2014  | Pan-STARRS               |
| 801780 | 2014 WC358               | 26 novembre 2011  | Mount Lemmon Survey      |
| 801781 | 2014 WG371               | 26 novembre 2014  | Pan-STARRS               |
| 801782 | 2014 WK375               | 22 novembre 2014  | Mount Lemmon Survey      |
| 801783 | 2014 WQ383               | 25 agosto 2014    | Pan-STARRS               |
| 801784 | 2014 WB384               | 29 ottobre 2014   | Spacewatch               |
| 801785 | 2014 WP388               | 23 novembre 2014  | Pan-STARRS               |
| 801786 | 2014 WX390               | 24 novembre 2014  | Mount Lemmon Survey      |
| 801787 | 2014 WK392               | 1 giugno 2013     | Spacewatch               |
| 801788 | 2014 WA399               | 25 novembre 2014  | Mount Lemmon Survey      |
| 801789 | 2014 WR400               | 26 novembre 2014  | Mount Lemmon Survey      |
| 801790 | 2014 WQ401               | 24 settembre 2008 | Mount Lemmon Survey      |
| 801791 | 2014 WB404               | 8 agosto 2013     | Pan-STARRS               |
| 801792 | 2014 WW404               | 26 novembre 2014  | Pan-STARRS               |
| 801793 | 2014 WN415               | 26 novembre 2014  | Pan-STARRS               |
| 801794 | 2014 WC418               | 26 novembre 2014  | Pan-STARRS               |
| 801795 | 2014 WX418               | 26 novembre 2014  | Pan-STARRS               |
| 801796 | 2014 WU420               | 26 novembre 2014  | Pan-STARRS               |
| 801797 | 2014 WR425               | 21 settembre 2009 | Mount Lemmon Survey      |
| 801798 | 2014 WB426               | 15 settembre 2013 | Mount Lemmon Survey      |
| 801799 | 2014 WD431               | 30 gennaio 2011   | Mount Lemmon Survey      |
| 801800 | 2014 WN431               | 16 novembre 2014  | Spacewatch               |

## 801801–801900
| Nome   | Designazione provvisoria | Data di scoperta  | Scopritore             |
| ------ | ------------------------ | ----------------- | ---------------------- |
| 801801 | 2014 WW437               | 27 novembre 2014  | Pan-STARRS             |
| 801802 | 2014 WC438               | 27 novembre 2014  | Pan-STARRS             |
| 801803 | 2014 WE440               | 23 novembre 2014  | Mount Lemmon Survey    |
| 801804 | 2014 WQ442               | 27 novembre 2014  | Pan-STARRS             |
| 801805 | 2014 WR442               | 23 ottobre 2005   | Spacewatch             |
| 801806 | 2014 WB443               | 16 gennaio 2011   | Mount Lemmon Survey    |
| 801807 | 2014 WD443               | 29 gennaio 2011   | Mount Lemmon Survey    |
| 801808 | 2014 WV446               | 23 novembre 2014  | Mount Lemmon Survey    |
| 801809 | 2014 WP448               | 20 novembre 2014  | Mount Lemmon Survey    |
| 801810 | 2014 WV450               | 27 novembre 2014  | Pan-STARRS             |
| 801811 | 2014 WA452               | 27 novembre 2014  | Pan-STARRS             |
| 801812 | 2014 WO462               | 17 novembre 2014  | Pan-STARRS             |
| 801813 | 2014 WP462               | 17 novembre 2014  | Pan-STARRS             |
| 801814 | 2014 WX463               | 17 novembre 2014  | Pan-STARRS             |
| 801815 | 2014 WG464               | 17 novembre 2014  | Pan-STARRS             |
| 801816 | 2014 WA473               | 8 luglio 2005     | Spacewatch             |
| 801817 | 2014 WP473               | 28 novembre 2014  | Mount Lemmon Survey    |
| 801818 | 2014 WC474               | 21 novembre 2014  | Pan-STARRS             |
| 801819 | 2014 WB484               | 29 novembre 2014  | Mount Lemmon Survey    |
| 801820 | 2014 WN486               | 5 febbraio 2011   | Pan-STARRS             |
| 801821 | 2014 WA487               | 31 ottobre 2014   | Mount Lemmon Survey    |
| 801822 | 2014 WM489               | 23 novembre 2014  | Pan-STARRS             |
| 801823 | 2014 WL490               | 30 novembre 2014  | Pan-STARRS             |
| 801824 | 2014 WT496               | 30 novembre 2014  | Pan-STARRS             |
| 801825 | 2014 WB501               | 24 settembre 2014 | Mount Lemmon Survey    |
| 801826 | 2014 WE501               | 23 settembre 2014 | Pan-STARRS             |
| 801827 | 2014 WO504               | 16 settembre 2014 | Pan-STARRS             |
| 801828 | 2014 WT507               | 28 ottobre 2014   | Pan-STARRS             |
| 801829 | 2014 WH515               | 30 novembre 2003  | Spacewatch             |
| 801830 | 2014 WR520               | 28 marzo 2012     | Spacewatch             |
| 801831 | 2014 WW522               | 17 novembre 2014  | Pan-STARRS             |
| 801832 | 2014 WH523               | 17 novembre 2014  | Pan-STARRS             |
| 801833 | 2014 WJ523               | 17 novembre 2014  | Pan-STARRS             |
| 801834 | 2014 WO523               | 17 novembre 2014  | Pan-STARRS             |
| 801835 | 2014 WX523               | 17 novembre 2014  | Pan-STARRS             |
| 801836 | 2014 WY523               | 21 ottobre 2014   | Spacewatch             |
| 801837 | 2014 WP525               | 20 novembre 2014  | Pan-STARRS             |
| 801838 | 2014 WQ525               | 20 novembre 2014  | Pan-STARRS             |
| 801839 | 2014 WF528               | 22 novembre 2014  | Mount Lemmon Survey    |
| 801840 | 2014 WO528               | 22 novembre 2014  | Pan-STARRS             |
| 801841 | 2014 WZ531               | 2 marzo 2011      | Spacewatch             |
| 801842 | 2014 WC532               | 26 novembre 2014  | Pan-STARRS             |
| 801843 | 2014 WD537               | 29 ottobre 2014   | Spacewatch             |
| 801844 | 2014 WM537               | 27 novembre 2014  | Pan-STARRS             |
| 801845 | 2014 WR537               | 22 novembre 2014  | Mount Lemmon Survey    |
| 801846 | 2014 WP539               | 17 novembre 2014  | Pan-STARRS             |
| 801847 | 2014 WB541               | 17 novembre 2014  | Pan-STARRS             |
| 801848 | 2014 WH541               | 21 novembre 2014  | Pan-STARRS             |
| 801849 | 2014 WQ541               | 27 novembre 2014  | Pan-STARRS             |
| 801850 | 2014 WL543               | 21 novembre 2014  | Pan-STARRS             |
| 801851 | 2014 WV550               | 31 gennaio 2016   | Pan-STARRS             |
| 801852 | 2014 WT552               | 16 novembre 2014  | Pan-STARRS             |
| 801853 | 2014 WM553               | 24 ottobre 2005   | Spacewatch             |
| 801854 | 2014 WF554               | 30 novembre 2014  | Pan-STARRS             |
| 801855 | 2014 WU555               | 26 novembre 2014  | Pan-STARRS             |
| 801856 | 2014 WX555               | 26 novembre 2014  | V. Linkov, K. Polyakov |
| 801857 | 2014 WJ557               | 19 novembre 2014  | Pan-STARRS             |
| 801858 | 2014 WZ558               | 17 gennaio 2016   | Pan-STARRS             |
| 801859 | 2014 WS561               | 25 novembre 2014  | Pan-STARRS             |
| 801860 | 2014 WC562               | 30 gennaio 2016   | Mount Lemmon Survey    |
| 801861 | 2014 WV562               | 28 novembre 2014  | Pan-STARRS             |
| 801862 | 2014 WY562               | 30 novembre 2014  | Mount Lemmon Survey    |
| 801863 | 2014 WR564               | 27 novembre 2014  | Pan-STARRS             |
| 801864 | 2014 WA566               | 22 novembre 2014  | Pan-STARRS             |
| 801865 | 2014 WU568               | 27 novembre 2014  | Pan-STARRS             |
| 801866 | 2014 WV568               | 28 novembre 2014  | Pan-STARRS             |
| 801867 | 2014 WC569               | 22 novembre 2014  | Pan-STARRS             |
| 801868 | 2014 WG569               | 17 novembre 2014  | Mount Lemmon Survey    |
| 801869 | 2014 WU569               | 27 novembre 2014  | Pan-STARRS             |
| 801870 | 2014 WA570               | 28 novembre 2014  | Pan-STARRS             |
| 801871 | 2014 WO570               | 18 novembre 2014  | Mount Lemmon Survey    |
| 801872 | 2014 WZ570               | 21 novembre 2014  | Pan-STARRS             |
| 801873 | 2014 WB571               | 22 novembre 2014  | Mount Lemmon Survey    |
| 801874 | 2014 WC571               | 26 novembre 2014  | Pan-STARRS             |
| 801875 | 2014 WH571               | 26 novembre 2014  | Pan-STARRS             |
| 801876 | 2014 WQ571               | 21 novembre 2014  | Pan-STARRS             |
| 801877 | 2014 WB572               | 17 novembre 2014  | Pan-STARRS             |
| 801878 | 2014 WW572               | 21 novembre 2014  | Pan-STARRS             |
| 801879 | 2014 WE573               | 28 novembre 2014  | Pan-STARRS             |
| 801880 | 2014 WL573               | 19 novembre 2014  | Mount Lemmon Survey    |
| 801881 | 2014 WG574               | 17 novembre 2014  | Mount Lemmon Survey    |
| 801882 | 2014 WT574               | 22 novembre 2014  | Mount Lemmon Survey    |
| 801883 | 2014 WF576               | 27 novembre 2014  | Mount Lemmon Survey    |
| 801884 | 2014 WD579               | 20 novembre 2014  | Mount Lemmon Survey    |
| 801885 | 2014 WX580               | 21 novembre 2014  | Pan-STARRS             |
| 801886 | 2014 WA582               | 17 novembre 2014  | Mount Lemmon Survey    |
| 801887 | 2014 WS583               | 17 novembre 2014  | Pan-STARRS             |
| 801888 | 2014 WV583               | 26 novembre 2014  | Pan-STARRS             |
| 801889 | 2014 WW583               | 26 novembre 2014  | Pan-STARRS             |
| 801890 | 2014 WU587               | 26 novembre 2014  | Pan-STARRS             |
| 801891 | 2014 WV588               | 26 novembre 2014  | Pan-STARRS             |
| 801892 | 2014 WG590               | 22 novembre 2014  | Pan-STARRS             |
| 801893 | 2014 WJ590               | 17 novembre 2014  | Pan-STARRS             |
| 801894 | 2014 WO590               | 26 novembre 2014  | Pan-STARRS             |
| 801895 | 2014 WT590               | 21 novembre 2014  | Pan-STARRS             |
| 801896 | 2014 WM591               | 21 novembre 2014  | Pan-STARRS             |
| 801897 | 2014 WF594               | 28 novembre 2014  | Mount Lemmon Survey    |
| 801898 | 2014 WS595               | 17 novembre 2014  | Pan-STARRS             |
| 801899 | 2014 WT596               | 31 agosto 2014    | Pan-STARRS             |
| 801900 | 2014 WB597               | 27 novembre 2014  | Spacewatch             |

## 801901–802000
| Nome   | Designazione provvisoria | Data di scoperta  | Scopritore          |
| ------ | ------------------------ | ----------------- | ------------------- |
| 801901 | 2014 WG597               | 21 novembre 2014  | Pan-STARRS          |
| 801902 | 2014 WL597               | 26 novembre 2014  | Pan-STARRS          |
| 801903 | 2014 WA598               | 26 novembre 2014  | Pan-STARRS          |
| 801904 | 2014 WB598               | 16 novembre 2014  | Mount Lemmon Survey |
| 801905 | 2014 WG598               | 21 novembre 2014  | Pan-STARRS          |
| 801906 | 2014 WU598               | 28 novembre 2014  | Pan-STARRS          |
| 801907 | 2014 WB608               | 26 novembre 2014  | Pan-STARRS          |
| 801908 | 2014 WU610               | 22 novembre 2014  | Pan-STARRS          |
| 801909 | 2014 WT611               | 20 novembre 2014  | Pan-STARRS          |
| 801910 | 2014 WR612               | 17 novembre 2014  | Mount Lemmon Survey |
| 801911 | 2014 WL613               | 26 novembre 2014  | Pan-STARRS          |
| 801912 | 2014 WQ614               | 22 novembre 2014  | Mount Lemmon Survey |
| 801913 | 2014 WU614               | 21 novembre 2014  | Pan-STARRS          |
| 801914 | 2014 WW614               | 17 novembre 2014  | Pan-STARRS          |
| 801915 | 2014 WA615               | 21 novembre 2014  | Pan-STARRS          |
| 801916 | 2014 WO615               | 24 novembre 2014  | Mount Lemmon Survey |
| 801917 | 2014 XA1                 | 1 dicembre 2014   | Pan-STARRS          |
| 801918 | 2014 XY2                 | 27 ottobre 2009   | Spacewatch          |
| 801919 | 2014 XW22                | 11 dicembre 2014  | Mount Lemmon Survey |
| 801920 | 2014 XN25                | 11 dicembre 2014  | Mount Lemmon Survey |
| 801921 | 2014 XV25                | 25 novembre 2005  | Spacewatch          |
| 801922 | 2014 XP29                | 15 maggio 2012    | Pan-STARRS          |
| 801923 | 2014 XW30                | 26 novembre 2014  | Mount Lemmon Survey |
| 801924 | 2014 XR34                | 20 settembre 2009 | Spacewatch          |
| 801925 | 2014 XY35                | 3 maggio 2013     | Mount Lemmon Survey |
| 801926 | 2014 XM42                | 1 dicembre 2014   | Pan-STARRS          |
| 801927 | 2014 XK45                | 12 dicembre 2014  | Pan-STARRS          |
| 801928 | 2014 XR45                | 13 dicembre 2014  | Pan-STARRS          |
| 801929 | 2014 XF47                | 15 dicembre 2014  | Mount Lemmon Survey |
| 801930 | 2014 XX48                | 15 giugno 2018    | Pan-STARRS          |
| 801931 | 2014 XF49                | 11 dicembre 2014  | Mount Lemmon Survey |
| 801932 | 2014 XU49                | 11 dicembre 2014  | Mount Lemmon Survey |
| 801933 | 2014 XG52                | 11 dicembre 2014  | Mount Lemmon Survey |
| 801934 | 2014 XZ53                | 3 dicembre 2014   | Pan-STARRS          |
| 801935 | 2014 XD55                | 2 dicembre 2014   | Pan-STARRS          |
| 801936 | 2014 XJ56                | 1 dicembre 2014   | Spacewatch          |
| 801937 | 2014 XX56                | 1 dicembre 2014   | Pan-STARRS          |
| 801938 | 2014 YW3                 | 18 dicembre 2014  | Pan-STARRS          |
| 801939 | 2014 YD12                | 30 novembre 2014  | Mount Lemmon Survey |
| 801940 | 2014 YM19                | 10 dicembre 2014  | Mount Lemmon Survey |
| 801941 | 2014 YZ19                | 28 gennaio 2011   | Mount Lemmon Survey |
| 801942 | 2014 YU27                | 2 aprile 2011     | Pan-STARRS          |
| 801943 | 2014 YC38                | 21 dicembre 2014  | Pan-STARRS          |
| 801944 | 2014 YU43                | 30 dicembre 2014  | L. Elenin           |
| 801945 | 2014 YT59                | 21 dicembre 2014  | Pan-STARRS          |
| 801946 | 2014 YY59                | 21 dicembre 2014  | Pan-STARRS          |
| 801947 | 2014 YG71                | 21 dicembre 2014  | Pan-STARRS          |
| 801948 | 2014 YH72                | 16 dicembre 2014  | Pan-STARRS          |
| 801949 | 2014 YS75                | 26 dicembre 2014  | Pan-STARRS          |
| 801950 | 2014 YB77                | 29 dicembre 2014  | Mount Lemmon Survey |
| 801951 | 2014 YN77                | 18 dicembre 2014  | Pan-STARRS          |
| 801952 | 2014 YU77                | 24 dicembre 2014  | Mount Lemmon Survey |
| 801953 | 2014 YM78                | 21 dicembre 2014  | Pan-STARRS          |
| 801954 | 2014 YJ79                | 16 dicembre 2014  | Pan-STARRS          |
| 801955 | 2014 YK79                | 29 dicembre 2014  | Pan-STARRS          |
| 801956 | 2014 YF80                | 29 dicembre 2014  | Pan-STARRS          |
| 801957 | 2014 YA83                | 20 dicembre 2014  | Pan-STARRS          |
| 801958 | 2014 YR84                | 21 dicembre 2014  | Pan-STARRS          |
| 801959 | 2014 YD86                | 21 dicembre 2014  | Pan-STARRS          |
| 801960 | 2014 YT86                | 20 dicembre 2014  | Pan-STARRS          |
| 801961 | 2014 YR87                | 21 dicembre 2014  | Pan-STARRS          |
| 801962 | 2014 YX87                | 21 dicembre 2014  | Pan-STARRS          |
| 801963 | 2014 YD88                | 27 dicembre 2014  | Mount Lemmon Survey |
| 801964 | 2014 YX88                | 29 dicembre 2014  | Pan-STARRS          |
| 801965 | 2014 YT89                | 20 dicembre 2014  | Pan-STARRS          |
| 801966 | 2014 YR95                | 26 dicembre 2014  | Pan-STARRS          |
| 801967 | 2014 YN96                | 29 dicembre 2014  | Pan-STARRS          |
| 801968 | 2014 YZ96                | 21 dicembre 2014  | Pan-STARRS          |
| 801969 | 2014 YP97                | 21 dicembre 2014  | Pan-STARRS          |
| 801970 | 2014 YB98                | 8 febbraio 2011   | Mount Lemmon Survey |
| 801971 | 2014 YD98                | 16 dicembre 2014  | Pan-STARRS          |
| 801972 | 2014 YM99                | 29 dicembre 2014  | Pan-STARRS          |
| 801973 | 2014 YU99                | 29 dicembre 2014  | Mount Lemmon Survey |
| 801974 | 2014 YJ100               | 21 dicembre 2014  | Pan-STARRS          |
| 801975 | 2014 YO100               | 21 dicembre 2014  | Pan-STARRS          |
| 801976 | 2014 YU103               | 24 dicembre 2014  | Mount Lemmon Survey |
| 801977 | 2015 AO                  | 14 settembre 2014 | Mount Lemmon Survey |
| 801978 | 2015 AO4                 | 6 settembre 2014  | Mount Lemmon Survey |
| 801979 | 2015 AM5                 | 21 novembre 2014  | Pan-STARRS          |
| 801980 | 2015 AT14                | 11 gennaio 2015   | Pan-STARRS          |
| 801981 | 2015 AQ20                | 13 febbraio 2011  | Mount Lemmon Survey |
| 801982 | 2015 AJ21                | 28 novembre 2014  | Spacewatch          |
| 801983 | 2015 AU22                | 28 agosto 2009    | Spacewatch          |
| 801984 | 2015 AL23                | 16 dicembre 2014  | Pan-STARRS          |
| 801985 | 2015 AM26                | 12 gennaio 2015   | Pan-STARRS          |
| 801986 | 2015 AE27                | 2 giugno 2013     | Mount Lemmon Survey |
| 801987 | 2015 AC29                | 13 gennaio 2015   | Pan-STARRS          |
| 801988 | 2015 AU30                | 13 gennaio 2015   | Pan-STARRS          |
| 801989 | 2015 AB35                | 21 dicembre 2014  | Pan-STARRS          |
| 801990 | 2015 AC51                | 27 ottobre 2009   | Mount Lemmon Survey |
| 801991 | 2015 AW51                | 13 gennaio 2015   | Pan-STARRS          |
| 801992 | 2015 AW52                | 22 settembre 2008 | Spacewatch          |
| 801993 | 2015 AS60                | 5 novembre 2005   | Spacewatch          |
| 801994 | 2015 AJ62                | 13 gennaio 2015   | Pan-STARRS          |
| 801995 | 2015 AQ62                | 13 gennaio 2015   | Pan-STARRS          |
| 801996 | 2015 AS65                | 13 gennaio 2015   | Pan-STARRS          |
| 801997 | 2015 AB69                | 13 gennaio 2015   | Pan-STARRS          |
| 801998 | 2015 AJ69                | 13 gennaio 2015   | Pan-STARRS          |
| 801999 | 2015 AS74                | 13 gennaio 2015   | Pan-STARRS          |
| 802000 | 2015 AA75                | 21 dicembre 2014  | Pan-STARRS          |